# ワイルドターキー
ワイルドターキー (WILD TURKEY) は、アメリカ合衆国・ケンタッキー州に由来するバーボン・ウイスキーの銘柄。現在はイタリアのカンパリグループの一ブランドである。

## 歴史

### ワイルドターキー蒸留所
ワイルドターキー蒸留所は、1869年にトーマス・リピーが創業したリピー蒸留所を起源とする。リピー蒸留所は持ち主を転々とするが、1905年に創業者トーマスの息子であるリピー兄弟が再び蒸留所を買収し、順調に経営が行われた。1970年、バーボンの製造に本格的に取り組もうとするオースティン・ニコルズ社によってリピー蒸留所が買収された。

### オースティン・ニコルズ社
1855年にコーヒー、紅茶、酒類の卸売り販売を中心としたオースティン・ニコルズ社が設立される。その後、ケンタッキー州のローレンスバーグに後のワイルドターキー蒸留所を建てウィスキー製造を始め、1893年にはシカゴで開催されたワールド・フェアで「ケンタッキーを代表するバーボンウィスキー」に選ばれ全米にオースティン・ニコルズ社の名を知らしめることとなる。
アメリカ政府の禁酒法発布と同時にウィスキー製造は中止され、オースティン・ニコルズ社は食品卸業を中心にやっていくが、禁酒法廃止後にウィスキー製造を再開した。1939年にオースティン・ニコルズ社は食品卸業から撤退、酒類の製造販売に的を絞る。1960年代までオースティン・ニコルズ社は自社の蒸留所を所有しておらず、JTSブラウン蒸留所から購入した原酒をブレンドしたウイスキーを販売していた。1970年にリピー蒸留所を買収して以降は、蒸留から醸造までの工程を一貫して自社で行っている。
1980年にオースティン・ニコルズ社はフランスの酒類メーカーペルノ・リカール社に買収される。
2009年にイタリアの酒類メーカーカンパリグループはペルノ・リカール社からワイルドターキーブランドおよびその蒸留所を買収し、現在に至る。

## ブランド名の由来
「ワイルドターキー」のブランド名は、1940年に遡る。往時のオースティン・ニコルズの社長、トーマス・マッカーシーが自慢の101プルーフ(アルコール度数50.5%)のバーボンを七面鳥ハンティング仲間にふるまったところ好評を博し、仲間の一人が七面鳥にちなんで「ワイルドターキー」と名付けたことに由来する。

## 特徴
ワイルドターキーの素材となる穀物の構成比率（マッシュビル）のレシピは公開されていない。原材料について、蒸留所の最高責任者（マスター・ディスティラー）のジミー・ラッセルは「全てのバーボンの中でトウモロコシの使用量が最も低く、ライ麦と大麦麦芽を多く使用している」と語り、その理由についてウイスキーに香味（フレーバー）と風味を与えるためだと述べた。
法律で定められているバーボン・ウイスキーの蒸留時のアルコール度数は80度以下であるが、ワイルドターキーは60度から65度と低めの度数で蒸留される。熟成時のアルコール度数は54度から55度となり、ボトリング（瓶詰）でも低めの度数が保たれる。このため加水量を少なく抑えることができ、フレーバーや風味を損なうことなく、原酒に近い味わいを残している。豊かな風味と他のバーボンには無いコクの強さが特筆される。完成後、万一のトラブルに備えるため、全てのワイルドターキーのサンプルがオースティン・ニコルズ社で2年間保存される。
ラベルに描かれた七面鳥のイラストも、ワイルドターキーの特徴の一つである。かつてラベルの七面鳥は正面を向いていたが、1999年より横を向いたイラストに変更された。理由は明らかではないが、一説には正面を向いた七面鳥の目が怖いという意見があったために変更されたという。2011年12月に「ワイルドターキー 8年」「ワイルドターキー 12年」「ワイルドターキー スタンダード」の3種のパッケージのデザインがリニューアルされた。

## ラインナップ
- ワイルドターキー スタンダード（アルコール分40%）
- ワイルドターキー 8年（アルコール分50.5%）
- ワイルドターキー 12年（アルコール分50.5%）
- ワイルドターキー レアブリード（56%）
- ワイルドターキー トリビュート 15年
- ワイルドターキー ケンタッキースピリット
- ワイルドターキー マスターディスティラーセレクション 14年
- ワイルドターキー アメリカンスピリット 15年（アルコール分50%）
- ワイルドターキー トラディション 14年
- ワイルドターキー ライ（アルコール分50.5%）：ライ・ウイスキー